# Dolné Dubové
Dolné Dubové és un poble i municipi d'Eslovàquia que es troba a la regió de Trnava, a l'oest del país.

## Història
La primera menció escrita de la vila es remunta al 1262.

## Demografia
| Godina             | 1994 | 2004  | 2014    | 2024    |
| ------------------ | ---- | ----- | ------- | ------- |
| Nombre de persones | 640  | 592   | 670     | 765     |
| Diferència         |      | −7,5% | +13,17% | +14,17% |

| Godina             | 2023 | 2024   |
| ------------------ | ---- | ------ |
| Nombre de persones | 775  | 765    |
| Diferència         |      | −1,29% |